# Reinhardshagen
Reinhardshagen é um município da Alemanha, situado no distrito de Kassel, no estado de Hesse. Tem 12,99 km² de área, e sua população em 2019 foi estimada em 4.381 habitantes.